# Stazione di Majano
Stazione di Majano vasútállomás Olaszországban, Osoppo településen.

## Vasútvonalak
Az állomást az alábbi vasútvonalak érintik:
- Gemona del Friuli–Sacile-vasútvonal
- Udine-Majano-vasútvonal

## Kapcsolódó állomások
A vasútállomáshoz az alábbi állomások vannak a legközelebb:
- Stazione di Cimano
- Stazione di Osoppo
- Stazione di Cornino